# Genaro Neyra
Genaro Neyra (Arequipa, 8 ottobre 1952) è un ex calciatore peruviano, di ruolo attaccante.

## Carriera

### Club
Ha giocato nella massima serie del Perù con varie squadre.

### Nazionale
Nel 1983 ha giocato 2 partite in nazionale, partecipando alla Copa América 1983.

## Palmarès

### Club

#### Competizioni nazionali
- Campionato peruviano: 1

Melgar: 1981